# Cajetan Anton Notthafft von Weißenstein

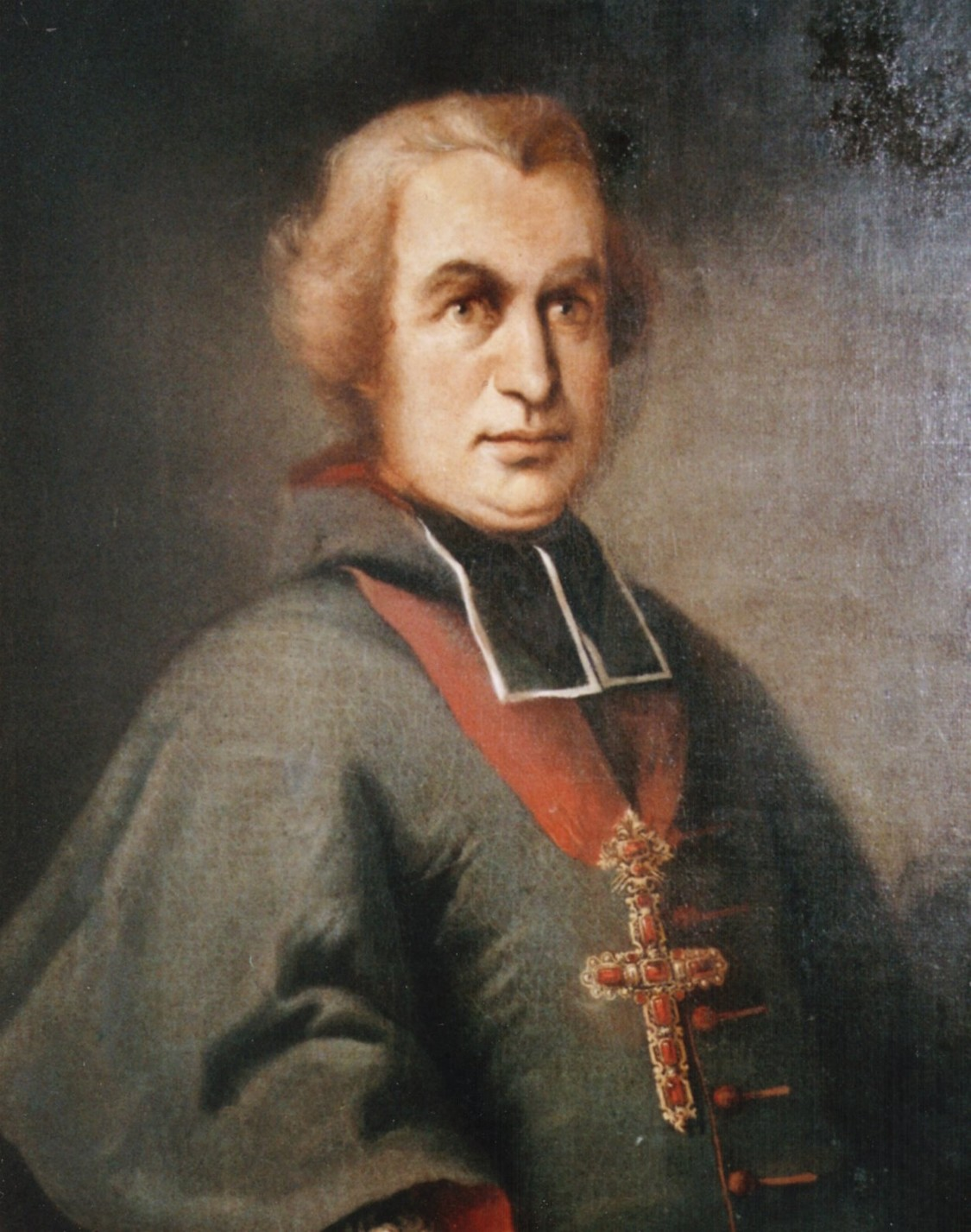
Cajetan Anton Notthafft von Weißenstein als Stiftskapitular

Cajetan Anton Freiherr Notthafft von Weißenstein (* 23. Juni 1670 auf der Burg Marquartstein; † 4. Juli 1752 in Berchtesgaden), ein Mitglied der Familie Notthafft, war von 1732 bis 1751 Fürstpropst der Fürstpropstei Berchtesgaden.

## Leben und Wirken
Cajetan Anton Maria Joseph war Sohn des Pflegers von Marquartstein, Achatz Adam Freiherr Notthafft von Weißenstein und der Maria Juliana, geb. Kapfer von Pilleck und Talersdorf. 1689 wurde er in das Klosterstift Berchtesgaden als Novize aufgenommen.
Notthafft zeichnete sich im spanischen Erbfolgekrieg beim Kampf eines Aufgebots der Landesdefension gegen die österreichisch-kaiserlichen Truppen aus und vertrieb sie aus Reit im Winkl. Als er sich jedoch nach diesem Erfolg inkognito in die Niederlande zu begeben versuchte, wurde er gefasst und bis zur Intervention seines Bruders in München inhaftiert. Nach seiner Freilassung widmete er sich wieder verstärkt den Belangen Berchtesgadens und konnte darauf hinwirken, dass der Propst des Stiftes nunmehr aus den eigenen Reihen gewählt wurde. So hatten die Wittelsbacher bei der Wahl des Nachfolgers von Joseph Clemens von Bayern das Nachsehen, und es stand ab 1723 Julius Heinrich von Rehlingen-Radau der Fürstpropstei Berchtesgaden als Fürstpropst vor. Am 28. Februar 1724 wurde Cajetan Anton von Notthafft in Berchtesgaden zum Stiftsdekan berufen.
1732 dann selbst zum Fürstpropst gewählt, sah sich Notthafft noch vor seiner Amtseinsetzung von einem Aufstand bedroht und erließ deshalb am 26. Oktober 1732 ein Emigrationspatent. Danach mussten binnen dreier Monate – eine Frist, die jedoch aufgrund des herannahenden Winters bis in den April verlängert wurde – alle Protestanten Berchtesgaden verlassen. Gekoppelt wurde dieses Dekret an die Bezahlung von fünf Gulden für den Freikauf aus der Leibeigenschaft sowie an die Forderung, nach Ungarn zu ziehen. Letzteres sollte verhindern, dass die Holzhandwerker in ihrer neuen Heimat eine wirksame Konkurrenz entwickeln könnten. Diese Forderung wurde dann aber nach heftigen Protesten der Ausreisewilligen auf ein Ansiedlungsverbot in Nürnberg eingeschränkt.
Kurhannover und Preußen entrichteten als einzige bereitwillig die Gebühr von fünf Gulden für die Unvermögenden unter den Protestanten und bildeten so die Schwerpunkte für deren Neuansiedelung. Ab dem 18. April 1733 zogen die Bischofswieser über Land nach Preußen, und ab dem 22. April machten sich die Auer, Scheffauer und Gerer (aus Maria Gern) über Hallein per Schiff nach Regensburg auf und von dort zu Fuß in die Städte und Gemeinden Kurhannovers. Insgesamt haben damals mehr als 1100 von etwa 9000 Einwohnern die Fürstpropstei verlassen. Ihr Besitz wurde vom Stift eingezogen und verkauft, der Erlös floss in eine so genannte Emigrantenkasse. Nicht wenige der Emigranten, auch Exulanten genannt, kamen in der Fremde zu Wohlstand und sogar Vermögen. Gerade auch dank den Fertigkeiten der einstigen Schnitzer und Drechsler der Berchtesgadener War hatte die Nürnberger Spielwarenindustrie einen großen Aufschwung genommen.

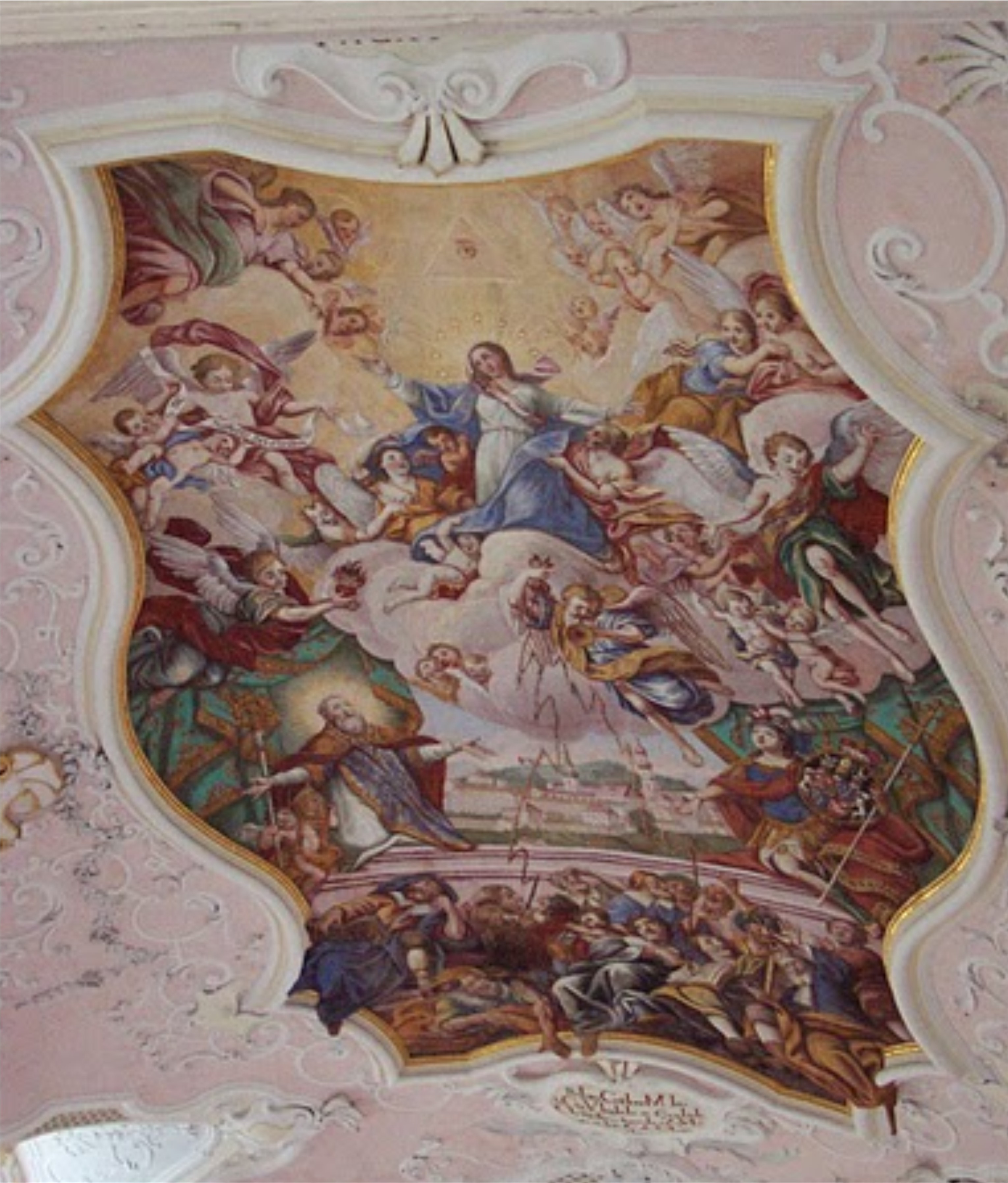
Deckenfresko Maria Kunterweg

Zum Ende der Regentschaft seines Vorgängers Julius Heinrich von Rehlingen-Radau wurde 1731 der Bau der Kirche Maria Himmelfahrt (auch bekannt als Maria Kunterweg) in Ramsau bei Berchtesgaden begonnen und 1733 unter Notthafft im Jahr des Auszugs vollendet und eingeweiht. In der Kirche dokumentiert ein Deckengemälde triumphierend die Auswanderung der Protestanten und es ist auch in dem unteren Chronogramm zweier Kartuschen aus dem Lateinischen übersetzt nachzulesen:
Auf Fürbitte der unbefleckten Jungfrau und Mutter
ist der verderbende Irrglaube hier von dieser
Kirche ausgetrieben worden. (1733)
Doch nach diesem Aderlass von mehr als 10 Prozent der Bevölkerung, noch dazu von „tüchtigen und charakterstarken“ Bauern und Handwerkern, verhinderte Notthafft jede weitere Auswanderung. Im Rahmen der Gegenreformation taten sich besonders die Berchtesgadener Franziskaner bei der Rekatholisierung hervor. Als die noch verbliebenen Protestanten ebenfalls ausreisen wollten, wurden erneut die Pässe gesperrt. Aber die Wirtschaftskraft war nun stark geschwächt, die Einkünfte, insbesondere im Holzhandwerk, gingen zurück. Ludwig Ganghofer hat diese Thematik in seinem Roman Das große Jagen verarbeitet.
Cajetan Anton Notthafft von Weißenstein ist am 4. Juli 1752 gestorben und fand seine letzte Ruhestätte unter einer steinernen Grabplatte neben seinem Grabdenkmal in der Stiftskirche in Berchtesgaden.

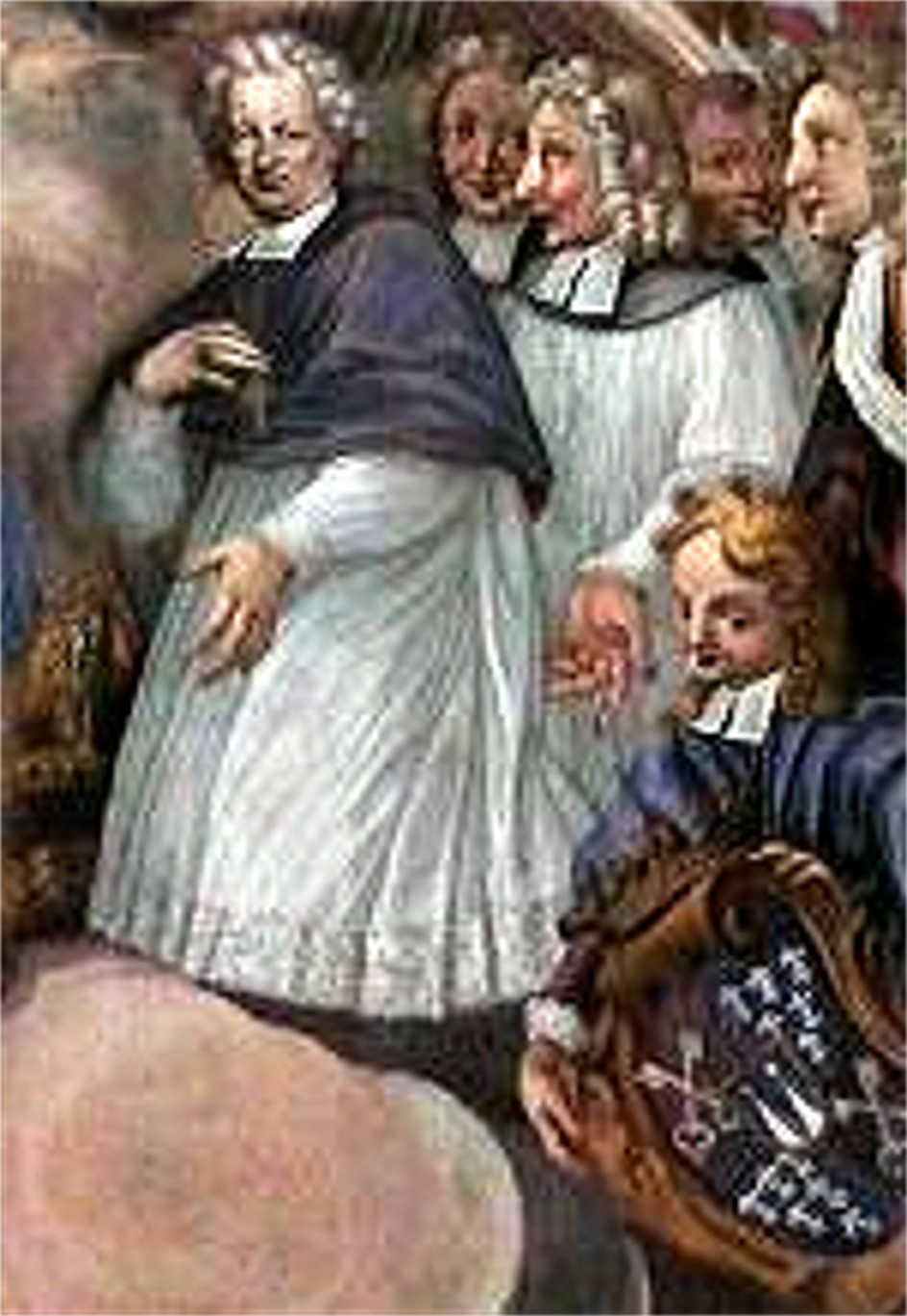
Cajetan Anton Notthafft von Weißenstein als Stiftsdekan hinter Julius Heinrich von Rehlingen-Radau (li.). Deckenfresko der Wallfahrtskirche Mariä Heimsuchung (Ausschnitt)
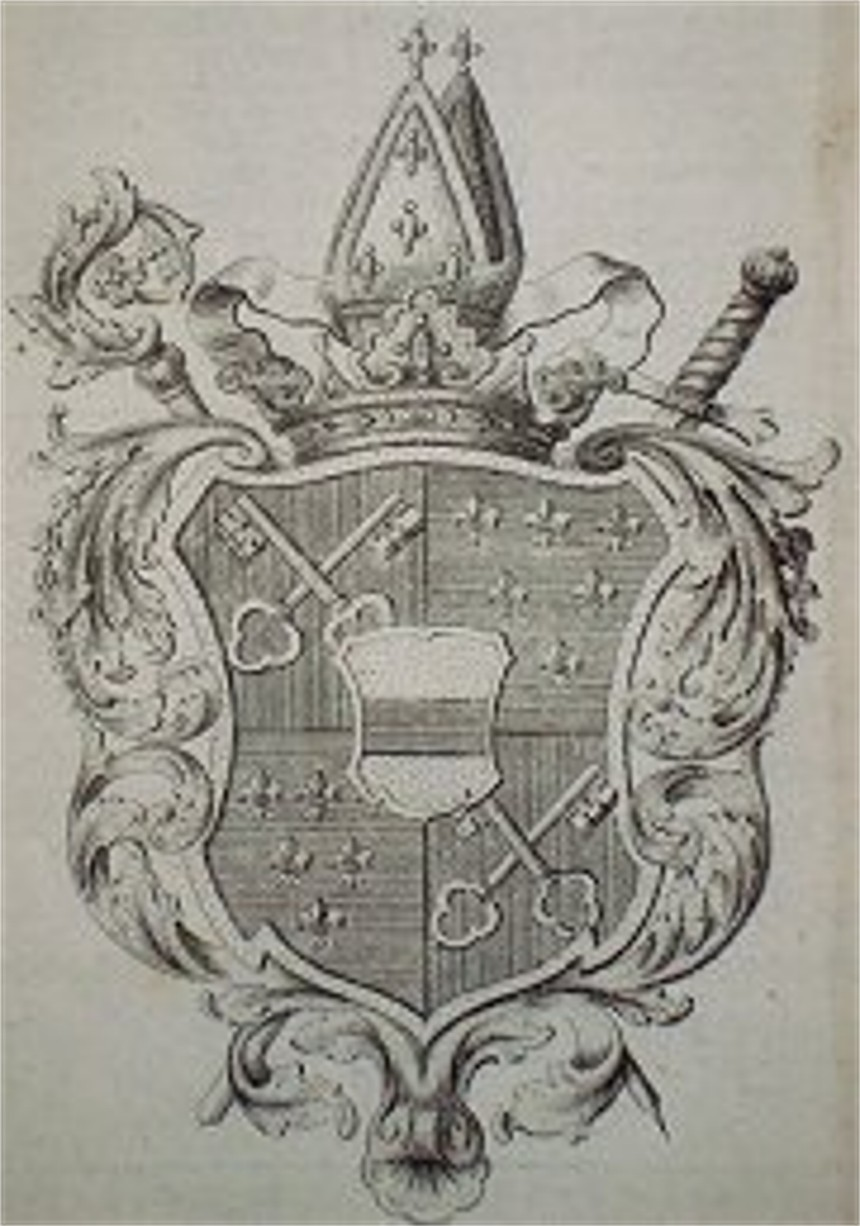
Wappen Cajetan Anton Notthaffts von Weißenstein als Fürstpropst
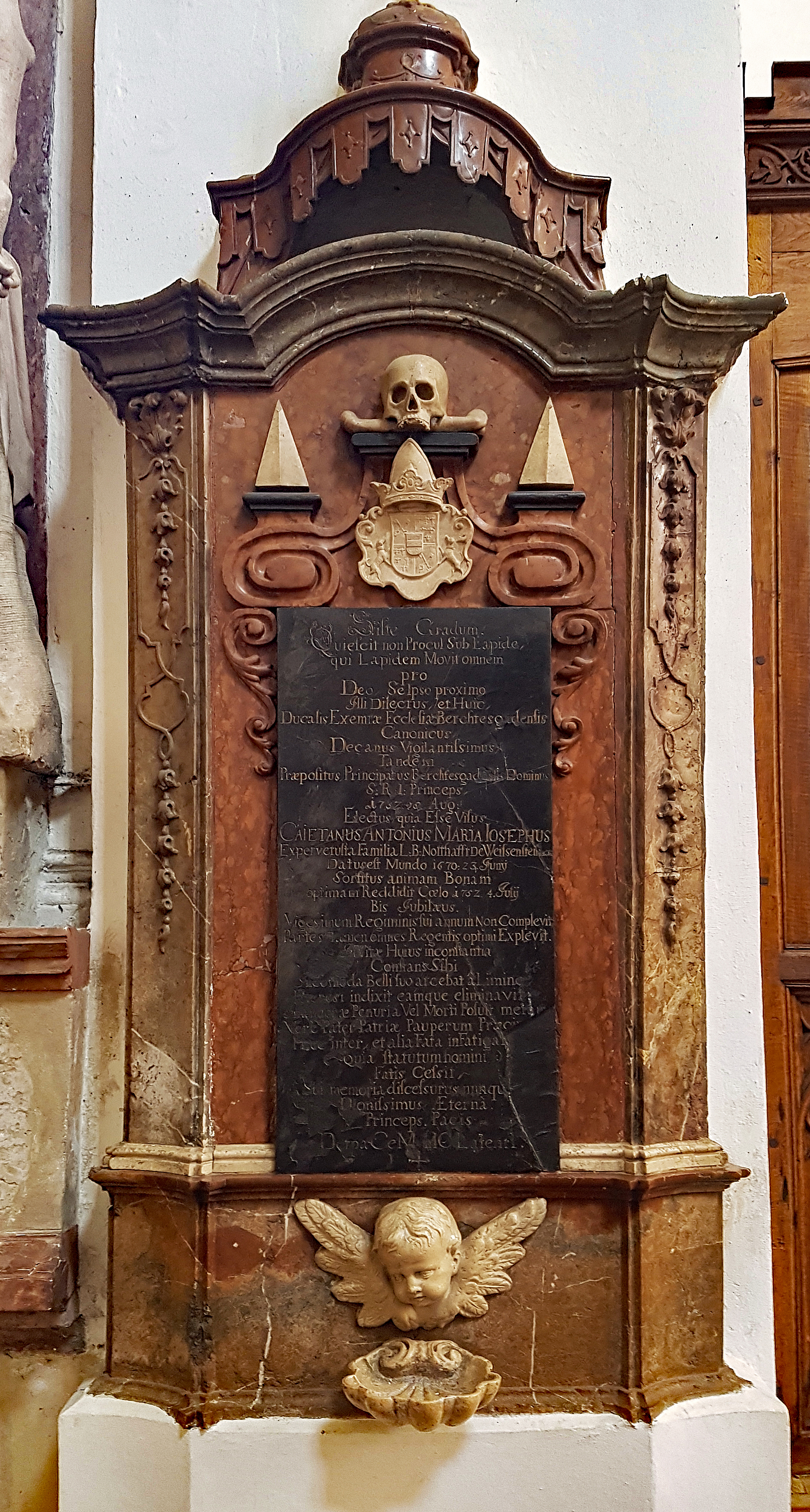
Grabdenkmal für Cajetan Anton Notthafft von Weissenstein